# Слім Гарпо
Слім Гарпо (англ. Slim Harpo, 11 січня 1924 — 31 грудня 1970) — американський блюзовий музикант.
У 1985 році Слім Гарпо був включений в Зал слави блюзу.
Крім того, пісня «Rainin 'in My Heart» у виконанні Сліма Гарпо входить до складеного Залом слави рок-н-ролу списку 500 Songs That Shaped Rock and Roll.